# Gao Shiyan
Gao Shiyan (né le 22 janvier 1996) est un joueur chinois de basket-ball. Il participe aux Jeux olympiques d'été de 2020.